# 卡爾梅克國立大學

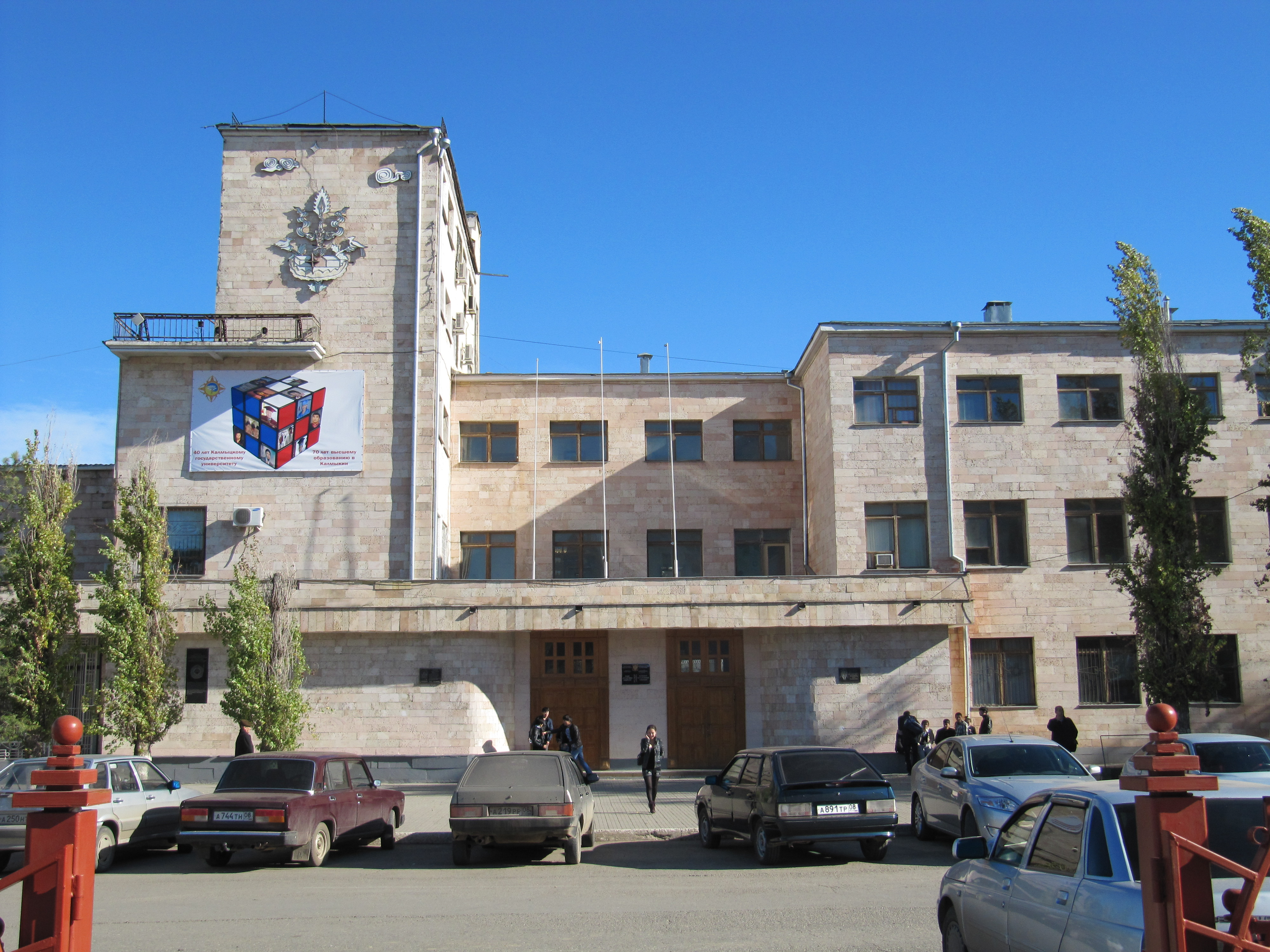

46°18′28″N 44°16′14″E / 46.30778°N 44.27056°E
卡爾梅克國立大學（俄语：Калмыцкий государственный университет），是俄羅斯卡爾梅克共和國具有規模且歷史悠久的大學，成立於1970年，有6個學院，學生有8000人，現任校長為Салаев, Бадма Катинович。

## 學術單位
- 卡爾梅克語言學與東方學研究所
- 工程與技術系
- 人文科學系
- 數學、物理與資訊技術系
- 師範教育與生物學系
- 農業系
- 經濟系
- 管理與法律系

## 外部連結
- 卡爾梅克國立大學（页面存档备份，存于）